# تلما آلدانا
تلما آلدانا (انگلیسی: Thelma Aldana؛ زادهٔ ۲۷ سپتامبر ۱۹۵۵) وکیل اهل گواتمالا است.
او یک سیاستمدار، رئیس سابق دیوان عالی و دادستان کل سابق می‌باشد. آلدانا نامزد ریاست جمهوری در انتخابات عمومی گواتمالا ۲۰۱۹ می‌باشد.
وی همچنین برندهٔ جوایزی همچون جایزه بین‌المللی زنان شجاع و جایزه نوبل آلترناتیو شده‌است.